# インフィニティ (ジャーニーのアルバム)
『インフィニティ』（Infinity）は、アメリカのロック・バンド、ジャーニーが1978年に発表した4作目のスタジオ・アルバム。バンドは本作より、専任ボーカリストを含む5人編成となった。

## 背景
当初は、後にヴィニー・ヴィンセント・インヴェイジョンのメンバーとして活動するロバート・フライシュマンがボーカリストに抜擢され、フライシュマンは曲作りにも参加した。しかし、最終的にはマネージャーのハービー・ハーバートの判断で、フライシュマンに代わりスティーヴ・ペリーが加入。前作『ネクスト』（1977年）までリード・ボーカルを担当していたグレッグ・ローリーは、本作では「フィーリング・ザット・ウェイ」でペリーと共にボーカル・パートを分け合い、「エニィタイム」では単独でリード・ボーカルを担当した。
クイーンとの仕事で知られるロイ・トーマス・ベイカーがプロデュースとミキシングで参加した。
本作を最後にエインズレー・ダンバーが脱退し、ダンバーは1978年のうちにジェファーソン・スターシップに加入する。

## 反響
アメリカのBillboard 200ではバンド初のトップ40入りを果たし、最高21位に達した。1989年7月には、RIAAによってトリプル・プラチナに認定されている。
本作からは「ホイール・イン・ザ・スカイ」（全米57位）、「エニィタイム」（全米83位）、「ライツ」（全米68位）がシングル・ヒットした。

## 収録曲
1. ライツ - "Lights" (Steve Perry, Neal Schon) - 3:10
2. フィーリング・ザット・ウェイ - "Feeling That Way" (S. Perry, Gregg Rolie, Aynsley Dunbar) - 3:27
3. エニィタイム - "Anytime" (G. Rolie, Roger Silver, Robert Fleischman, N. Schon, Ross Valory) - 3:28
4. ラ・ドゥ・ダ - " Lă Do Dā " (S. Perry, N. Schon) - 3:02
5. ペイシェントリー - "Patiently" (S. Perry, N. Schon) - 3:22
6. ホイール・イン・ザ・スカイ - "Wheel in the Sky" (Diane Valory, N. Schon, R. Fleischman,) - 4:12
7. サムシン・トゥ・ハイド - "Somethin' to Hide" (S. Perry, N. Schon) - 3:26
8. ウィンズ・オブ・マーチ - "Winds of March" (N. Schon, Matt Schon, R. Fleischman, S. Perry, G. Rolie) - 5:04
9. キャン・ドゥ - "Can Do" (D. Valory, R. Valory, S. Perry) - 2:39
10. オープンド・ザ・ドアー - "Opened the Door" (S. Perry, N. Schon, G. Rolie) - 4:35

## 参加ミュージシャン
- スティーヴ・ペリー - ボーカル
- ニール・ショーン - ギター、バッキング・ボーカル
- グレッグ・ローリー - キーボード、ボーカル
- ロス・ヴァロリー - ベース、バッキング・ボーカル
- エインズレー・ダンバー - ドラムス、パーカッション